# Drozdowo, Hạt Sławno
Drozdowo [drɔzˈdɔvɔ] (trước đây là Drosedow của Đức) là một ngôi làng thuộc quận hành chính của Gmina Darłowo, thuộc hạt Sławno, West Pomeranian Voivodeship, ở phía tây bắc Ba Lan. Nó nằm khoảng 8 kilômét (5 mi) về phía đông bắc của Darłowo, 16 km (10 mi) phía tây bắc Sławno và 172 km (107 mi) về phía đông bắc của thủ đô khu vực Szczecin.
Trước năm 1945, khu vực này là một phần của Đức. Đối với lịch sử của khu vực, xem Lịch sử của Pomerania.
Làng có dân số 198 người.